# Nicolás Cotoner
Nicolás Cotoner (1608-1680) slaagde erin om in 1663 zijn broer Rafael Cotoner op te volgen als grootmeester van de Maltezer Orde.
Nicolás Cotoner, grootmeester van 1663 tot 1680, ging verder met het werk, waaraan zijn broer Rafael als grootmeester al aan was begonnen, om de Sint-Janscokathedraal te laten decoreren door de Calabrische kunstenaar Mattia Preti.
Cotoner is begraven in de kapel van de Langue van Aragon. Hij werd opgevolgd door Gregorio Carafa, die uiteindelijk het werk in de kathedraal voltooide.

## Grafmonument
Het grafmonument van de grootmeester Nicolás Cotoner, ligt prominent aan de rechterkant van het hoofdaltaar in de kapel van Aragon in de Sint-Janscokathedraal. Zijn graf werd ontworpen en gebouwd door Domenico Guidi en is een van de meest prominente en prachtige monumenten in de kathedraal.
Het monument van Cotoner bestaat uit een piramidevormige verdeling van cijfers met een centrale groepering van oorlogstrofeeën, waaronder wapens en andere trofeeën, die rond de vergulde buste van de grootmeester staan. Daarboven staat een cherubijn dat het wapen van de Cotoners vasthoudt. Het grafmonument werd voltooid in 1686.